# Kodeks 0185
Kodeks 0185 (Gregory-Aland no. 0185) – bilingwiczny grecko-koptyjski kodeks uncjalny Nowego Testamentu na pergaminie, paleograficznie datowany na IV wiek. Przechowywany jest w Wiedniu. Do czasów współczesnych zachował się fragment jednej karty kodeksu. Fragment jest cytowany we współczesnych krytycznych wydaniach greckiego Nowego Testamentu.

## Opis
Do czasów współczesnych (2008) zachował się fragment jednej karty kodeksu, z tekstem 1. Listu do Koryntian 2,5-6.9.13; 3,2-3. Rekonstrukcja oryginalnej karty kodeksu wykazała, że miała ona rozmiar 19 na 15 cm . Zachowany fragment pochodzi z górnej części karty kodeksu i ma rozmiary 12,5 na 5,3 cm.
Tekst pisany jest dwoma kolumnami na stronę, w 24 linijkach w kolumnie (według rekonstrukcji). Jedna strona pisana jest po grecku, druga po koptyjsku . Litery są niewielkie. Fragment stosuje marginesy na 2,5 cm szerokie (fragment zawiera górny i prawy margines na stronie recto oraz górny i lewy margines na stronie verso). Nie stosuje ioty adscriptum. Litery omikron, epsilon i sigma są okrągłe, litery omega i phi są bardzo duże. Zachodzi kilka znaczących paleograficznych podobieństw do Kodeksu Aleksandryjskiego.
Nomina sacra (imiona święte) pisane są skrótami (θυ, ανου, ανων i prawdopodobnie πνος).

## Tekst
Tekst fragmentu reprezentuje aleksandryjską tradycję tekstualną. Kurt Aland zaklasyfikował go do kategorii II, co oznacza, że jest ważny dla poznania historii tekstu Nowego Testamentu. Tekst jest bliski dla rękopisów Chester Beatty II, Kodeksu Synajskiego, Kodeksu Watykańskiego i Kodeksu Bezy.
W 1 Kor 3,2 brakuje słowa ετι (jeszcze), w czym jest zgodny z papirusem Chester Beatty II oraz Kodeksem Watykańskim. Pozostałe rękopisy zawierają ten termin. Jest to jedyne miejsce, w którym tekst rękopisu jest niezgodny z wydaniami Nowego Testamentu Nestle-Alanda.

## Historia
Powstał prawdopodobnie w Egipcie. Według Karla Wessely'ego, austriackiego paleografa, znaleziony został w Fajjum.
Datowany jest na IV lub V wiek. Aland datował na IV wiek. INTF datuje rękopis na IV wiek . Stanley E. Porter uważa, że V wiek jest bardziej prawdopodobny, ze względu na regularność liter.
Faksymile kodeksu opublikował Karl Wessely w 1914. W 2008 Porterowie opublikowali tekst fragmentu oraz jego faksymile, poprawiając w niektórych miejscach odczyt Wessely'ego (np. w 1 Kor 3,3).
W 1924 roku Ernst von Dobschütz wciągnął go na listę rękopisów Nowego Testamentu i oznaczył przy pomocy siglum 0185. 
Fragment cytowany jest we współczesnych krytycznych wydaniach greckiego tekstu Nowego Testamentu (NA26, NA27). Nie był cytowany w UBS3, był natomiast cytowany w UBS4. W NA27 traktowany jest jako świadek pierwszego rzędu cytowania.
Rękopis jest przechowywany w Austriackiej Bibliotece Narodowej (Pap. G. 39787) w Wiedniu .